# 中国民俗
中国民俗，即当今中国的民间风俗，是由中国人创造、享用和传承的生活文化，是中华文化的重要组成部分。中国民俗涉及范围十分广泛，包含岁时节日、人生仪礼、民间传说、生肖文化、姓氏文化等众多方面的内容。
中国是一个多民族国家，同一类民俗在不同的民族中具有的不同特点。实际上，在没有产生现代民族之前，各氏族、部落就有的特有习俗了。总体而言，民俗受到本民族经济生活、社会结构、民族心理、信仰、艺术、语言等文化传统的多方面制约，也受到其他民族的影响。民俗可以显出人性，反映历史事件、神话传说、爱情故事等。

## 岁时节日
节日原本是一个民族或一个地区的祭祀日或庆祝日。汉族传统节日可分為農業耕作、宗教祭祀、人倫孝悌、驅瘟避邪四大類，包括春節、元宵節、清明、上巳節、端午節、七夕、中元節、中秋節、重陽節、冬至、臘八節和除夕等等。主要习俗有春節拜年、贴春联，元宵節赏花灯、吃汤圆，清明节扫墓，端午节划龙舟、吃粽子，中秋節赏月、吃月饼，从冬至开始数九，腊八节喝腊八粥，除夕吃年夜饭等，不同地区略有不同。此外还有过年前办年货、逛年宵市场，隆重的节日庆典中挂大红灯笼、舞龙、舞狮的习俗。客家地区有在天穿日吃“煎堆”的习俗，为感念女娲补天，救助人类。
中国少数民族民俗也很有特色。傣族在泼水节用纯净的清水相互泼洒，祈求洗去过去一年的不顺，新的一年重新出发。藏族庆祝藏历新年会喝青稞酒，去附近的寺庙。那里的僧侣会举行传统的仪式来驱逐邪恶。在雪顿节期间有规模盛大的晒佛仪式和隆重热烈的藏戏演出。中国穆斯林在宰牲节会屠宰牲口（牛、羊、骆驼），肉品除了留给自己，也要分给穷人（不可以出售），以此确保所有的穆斯林都要有一份肉食。開齋節是穆斯林庆祝斋月结束的节日，穆斯林在这一天都穿节日衣服，去清真寺做礼拜，还会拜访亲友，互相拥抱问候。云南少数民族庆祝火把节时会绑一个高15米左右的大火把，火把顶部会挂上很多樱桃等果实。天黑之后点燃火把，村民纷纷聚集到火把边上聊家常。

## 生肖文化

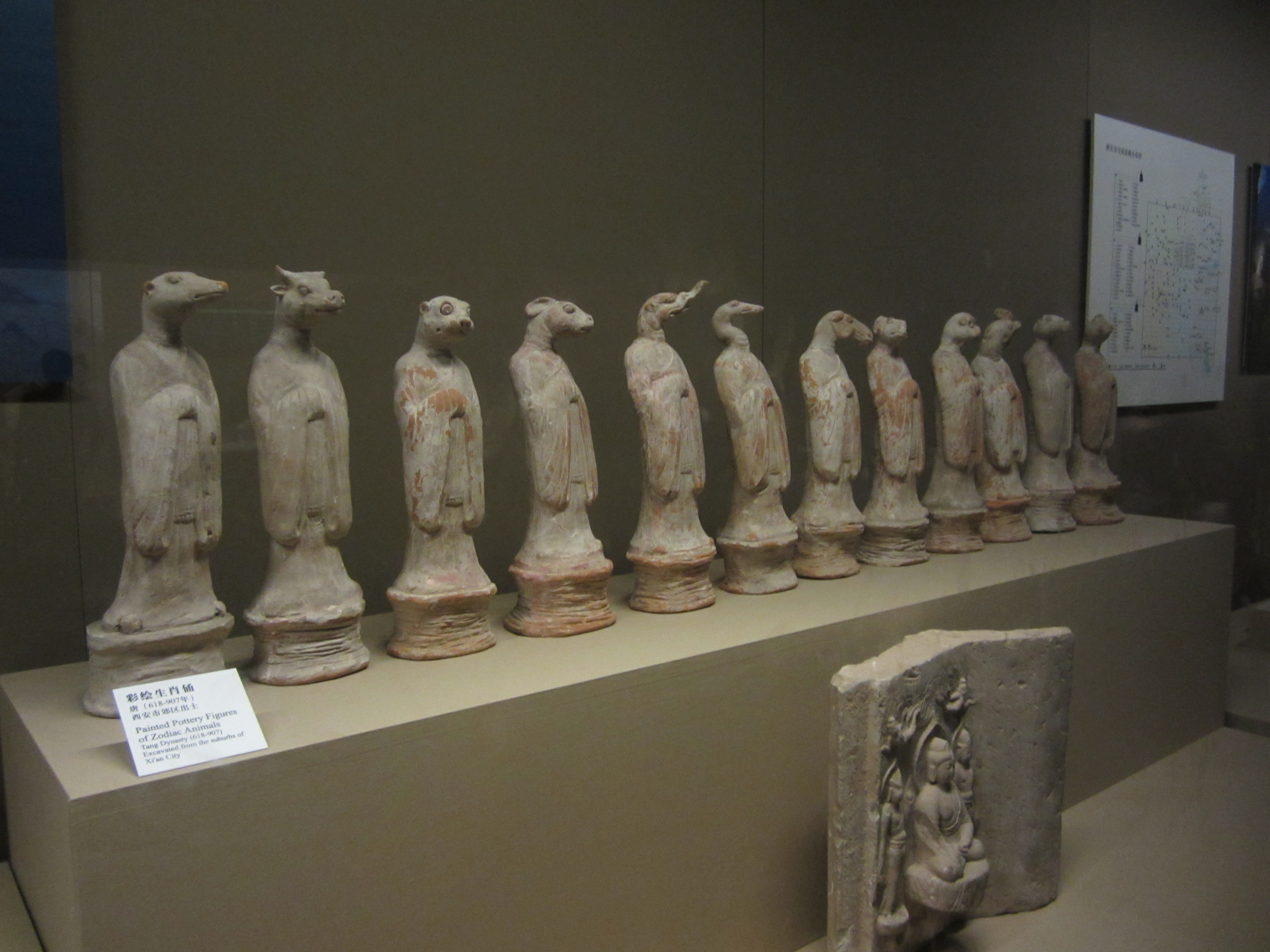
唐代十二生肖雕塑

生肖文化距今已有三千多年历史。生肖本是用于纪年的一套符号，是中国传统历法的一部分。用鼠、牛、虎、兔、龍、蛇、馬、羊、猴、雞、狗、豬这12种动物对应十二地支的子、丑、寅、卯、辰、巳、午、未、申、酉、戌、亥，作为该年的属相。人在哪一年出生，就是什么属相，每过12年就会遇到相同的属相年，称为本命年。人逢本命年会对红颜色特别钟爱，扎红腰带、穿红色内衣、戴红绳、垫红色鞋垫，此外还有拜祭“本命神”的风俗，认为这样能趋吉避凶，消灾免祸。

## 姓氏文化
中国人的姓产生在母系氏族社会时期。最初“姓”与“氏”有着不同的意义。在母族社会中，“姓”是指女人生的子女。到父系社会，姓转为随父亲。同姓子孙会以生地、居住地、封国、封地、官职等为自己取一个称号作为标志，这就是“氏”。因此，姓用以区别婚姻，故有同姓、异姓、庶姓之说，氏用以区别贵贱。西汉以后，姓和氏逐渐不再区分。中国人的姓有一个字的，也有多字的。一个字的是单姓，多字的是复姓。中国人的姓名都是姓在前，名在后。名有一个字的，也多字的。同一家族中的人，名字要按辈排列，同辈人的名字里，往往要有一个相同的字。古人除了姓、名以外，还有字和号。有的在给小孩取正式的名字前还会取乳名作临时之用。
中国传统命名文化中的命名礼仪，本是一件十分郑重而讲究的事，但随着社会发展，一些传统礼仪日渐式微。关于命名权，最初应该是由母亲为孩子命名的，到春秋战国时期已确定的主要由父亲为子女命名的规则，此后“父为子女名”的习俗在中国历史上一直占着主导地位。而如今新生儿出世后，爷爷奶奶、爸爸妈妈，甚至外祖父外祖母、姑姑舅舅纷纷参与，集思广益，献计献策而集体为之取名，还有请“命理专家”命名、向电脑咨询等多种方式。

## 人生礼仪

### 出生
中国汉族一般在婴儿出生之后第三天举行“洗儿礼”仪式。产妇在分娩后要“坐月子”。婴儿满月的时候举行“入群”仪式，邀请亲友参加满月宴。还有拜干娘认义父、收义子认干女儿的风俗，吴俗称为过房，越俗称为寄拜。“周岁”时举行检验小孩子天赋和卜侧未来的前途的“抓周”仪式。此后还有一年一次的生日庆贺和重要年龄的祝寿仪式。

### 结婚

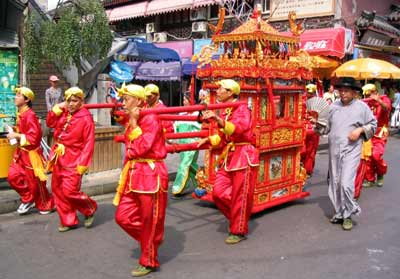
宁波的迎亲队伍

中国人把婚姻看作人生中非常重要的一件事情。中國的傳統婚姻普遍的形态是“一夫一妻”制。婚礼習俗源于西周的三書六禮，其中「三書」指聘書、禮書和迎書，「六禮」指纳采、問名、納吉、納徵、請期和迎親。现代的婚礼已经简化很多。新婚夫婦婚後回门，即回到女方娘家省親的习俗也因条件便利变得日常。
婚俗在少数民族中有不同的风情和惯例，例如东北满族的下茶、插车、坐帐；蒙古族的奶茶会，骑马迎娶时的男女双方答辩，女方老人的祝福赐装；朝鲜族的迎娶，男方到女方家 “接大桌”等等。中国西南少数民族的“抢婚”、“偷亲”仪式，拦路开路、对歌跳舞；以及 “不落夫家”、“从妻居”、“试婚”等多种多样的习俗，也部各具民族特色。

### 死亡
丧礼哀死亡，但在以往几千年的历史中，绝大部分人都不认为死是生命的终结，而是从阳世到阴世的转换。汉族丧葬旧的传统是讲究重殓厚葬，为死者安排好阴间的生活。汉族自古盛行棺木土葬，很重视选择墓地及葬日。丧礼分殓、殡、葬三个阶段进行，殓是给逝者穿衣下棺，小殓就是给逝者穿寿衣，大殓就是把尸体装入棺材；殡是指入棺后停柩于殡宫，少则三日、多则三十日，亲朋好友送花圈、花圈上写挽联，送葬时演奏哀乐。古有以人殉葬的习俗，后逐渐以陶俑代之，到近代则以纸扎人像伴葬。
一般来说，家里老人寿终，儿女必须奔丧，否则就会被视为不孝。此外还要戴孝，现代一般在手臂上戴一个黑箍，一般戴到三七或五七，也可以戴到百日和周年，父死戴左边胳膊上，母死戴右边胳膊上。子女服孝期间忌穿色彩鲜艳衣服，浓妆艳抹，饮酒作乐；不走亲戚，不访友，不集会，不拜年，尤其不能到病人家去，以免给他人带来不幸。先辈去世的日子称为忌日。按照传统习俗，每年这一天禁忌宴会、饮酒及各种娱乐活动，可以给去世者扫墓、上坟、烧纸等。
为了纪念祖先，宗族还会修建祠堂，供奉历代祖先的牌位，一般在四節及先人的忌日定期举行扫墓與祭拜等宗教儀式。珠三角一帶，冬祭时有分猪肉仪式。